# Ministr obrany Izraele
Ministr obrany Státu Izrael (hebrejsky שר הביטחון‎, sar ha-bitachon, doslova „ministr bezpečnosti“) stojí v čele ministerstva obrany Státu Izrael. Tento ministerský post je považován za druhý nejdůležitější po postu premiéra. Ministr obrany je rovněž členem bezpečnostního kabinetu. 
Hlavní agendou ministra je zajistit bezpečnost země před vnitřními i vnějšími hrozbami. Ministr také dohlíží izraelské bezpečnostní složky: Izraelské obranné síly, Israel Military Industries a Israel Aerospace Industries. Ministerstvo obrany také může nařídit zatýkání a uvěznění osob z moci úřední, tj. bez soudu. A to v případě zákonem stanovených bezpečnostních hrozeb.
Funkci ministra obrany často kvůli velké důležitosti obrany země zastává přímo premiér, a to nad rámec svých premiérských povinností. Sedm ze šestnácti ministrů obrany byli toho času premiéry. Čtyři z nich (Moše Dajan, Jicchak Rabin, Ehud Barak a Šaul Mofaz) byli toho času náčelníky generálního štábu izraelské armády.
| #  | ministr               | strana                | vláda/y                    | funkční období                          |
| -- | --------------------- | --------------------- | -------------------------- | --------------------------------------- |
| 1  | David Ben Gurion      | Mapaj                 | prozatímní, 1., 2., 3., 4. | 14. května 1948 – 26. ledna 1954        |
| 2  | Pinchas Lavon         | Mapaj                 | 5.                         | 26. ledna 1954 – 21. února 1955         |
| 3  | David Ben Gurion      | Mapaj                 | 5., 6., 7., 8., 9., 10.    | 21. února 1955 – 26. června 1963        |
| 4  | Levi Eškol            | Mapaj/Ma'arach        | 11., 12., 13.              | 26. června 1963 – 2. června 1967        |
| 5  | Moše Dajan            | Ma'arach              | 13., 14., 15., 16.         | 2. června 1967 – 3. června 1974         |
| 6  | Šimon Peres           | Ma'arach              | 17.                        | 3. června 1974 – 20. června 1977        |
| 7  | Ezer Weizman          | Likud                 | 18.                        | 20. června 1977 – 26. května 1980       |
| 8  | Menachem Begin        | Likud                 | 18.                        | 28. května 1980 – 5. srpna 1981         |
| 9  | Ariel Šaron           | Likud                 | 19.                        | 5. srpna 1981 – 14. února 1983          |
| 10 | Menachem Begin        | Likud                 | 19.                        | 14. února 1983 – 23. února 1983         |
| 11 | Moše Arens            | Likud                 | 19., 20.                   | 23. února 1983 – 13. září 1984          |
| 12 | Jicchak Rabin         | Ma'arach              | 21., 22., 23.              | 13. září 1984 – 15. března 1990         |
| 13 | Moše Arens            | Likud                 | 24.                        | 11. června 1990 – 13. července 1992     |
| 14 | Jicchak Rabin         | Strana práce          | 25.                        | 13. července 1992 – 4. listopadu 1995   |
| 15 | Šimon Peres           | Strana práce          | 25., 26.                   | 4. listopadu 1995 – 18. června 1996     |
| 16 | Jicchak Mordechaj     | Likud                 | 27.                        | 18. června 1996 – 25. ledna 1999        |
| 17 | Moše Arens            | Likud                 | 27.                        | 27. ledna 1999 – 6. července 1999       |
| 18 | Ehud Barak            | Strana práce          | 28.                        | 6. července 1999 – 7. března 2001       |
| 19 | Binjamin Ben Eli'ezer | Strana práce          | 29.                        | 7. března 2001 – 2. listopadu 2002      |
| 20 | Šaul Mofaz            | Likud                 | 29., 30.                   | 4. listopadu 2002 – 4. května 2006      |
| 21 | Amir Perec            | Strana práce          | 31.                        | 4. května 2006 – 18. června 2007        |
| 22 | Ehud Barak            | Strana práce, Acma'ut | 31., 32.                   | 18. června 2007 – 18. března 2013       |
| 23 | Moše Ja'alon          | Likud                 | 33., 34.                   | 18. března 2013 – 22. května 2016       |
| 24 | Avigdor Lieberman     | Jisra'el bejtenu      | 34.                        | 30. května 2016 – 18. listopadu 2018    |
| 25 | Benjamin Netanjahu    | Likud                 | 34.                        | 18. listopadu 2018 – 12. listopadu 2019 |
| 26 | Naftali Bennett       | ha-Jamin he-chadaš    | 34.                        | 12. listopadu 2019 – 17. května 2020    |
| 27 | Binjamin Ganc         | Kachol lavan          | 35., 36                    | 17. května 2020 – 29. prosince 2022     |
| 28 | Jo'av Galant          | Likud                 | 37.                        | 29. prosince 2022 – 5. listopadu 2024   |
| 29 | Jisra'el Kac          | Likud                 | 37.                        | od 5. listopadu 2024                    |

| jméno                     | strana         | vláda/y           | funkční období                        |
| ------------------------- | -------------- | ----------------- | ------------------------------------- |
| Šimon Peres               | Mapaj          | 9., 10., 11., 12. | 21. prosince 1959 – 25. května 1965   |
| Cvi Dinstein              | Ma'arach       | 13.               | 17. ledna 1966 – 5. června 1967       |
| Mordechaj Cipori          | Likud          | 18., 19.          | 28. června 1977 – 10. října 1983      |
| Micha'el Dekel            | Likud          | 21., 22.          | 3. prosince 1985 – 21. listopadu 1988 |
| Ovadja Eli                | Likud          | 24.               | 8. července 1991 – 13. července 1992  |
| Mordechaj Gur             | Strana práce   | 25.               | 4. srpna 1992 – 16. července 1995     |
| Uri Or                    | Strana práce   | 26.               | 27. listopadu 1995 – 18. června 1996  |
| Silvan Šalom              | Likud          | 27.               | 9. července 1997 – 6. července 1999   |
| Efrajim Sne               | Jeden Izrael   | 28.               | 5. srpna 1999 – 7. března 2001        |
| Dalia Rabinová-Pelosofová | Strana práce   | 29.               | 7. března 2001 – 1. srpna 2002        |
| Weizman Širy              | Strana práce   | 29.               | 12. srpna 2002 – 2. listopadu 2002    |
| Ze'ev Boim                | Likud, Kadima  | 30.               | 5. března 2003 – 18. ledna 2006       |
| Efrajim Sne               | Strana práce   | 31.               | 30. října 2006 – 18. června 2007      |
| Matan Vilna'i             | Strana práce   | 31., 32.          | 2. července 2007 – 18. ledna 2011     |
| Danny Danon               | Likud          | 33.               | 18. března 2013 – 16. července 2014   |
| Eli Ben-Dahan             | Židovský domov | 34.               | 19. května 2015 – 3. října 2019       |
| Avi Dichter               | Likud          | 34.               | 28. října 2015 – 17. května 2020      |